# Fioravanti (azienda)
La Fioravanti s.r.l. è un'azienda di design italiana fondata nel 1987 da Leonardo Fioravanti con sede a Moncalieri, in Piemonte; è particolarmente attiva nell'ambito dei concept automobilistici.

## Il contesto
La società è nata come studio di architettura ed esercitava nel mercato giapponese, la quale prestava consulenza nella progettazione di abitazioni a Tokyo e Golf Club Houses nei dintorni della capitale.
L'azienda si rivolge nella produzione dei mezzi di trasporto nel 1991 ottenendo la certificazione UNI EN ISO 9001:2000. Fino al 1993 la società ha partecipato col gruppo Fiat per lo sviluppo di progetti correlati a programmi di produzione dei marchi FIAT, Alfa Romeo e Lancia.
Al Salone dell'Automobile di Torino nel 1994 l'azienda presenta "Sensiva", un prototipo di vettura ibrida sportiva. Il progetto era principalmente indirizzato verso l'ecologia, basato su degli innovativi pneumatici sensibili brevettati dall'azienda stessa in Europa, Stati Uniti e Giappone. A tal successo innovativo, la Fioravanti venne invitata a partecipare al premio Compasso d'oro ADI proprio con il progetto "Sensiva" e di prender parte alla delegazione italiana del salone EVS132 di Los Angeles dello stesso anno.
Due anni dopo, nel 1996 la Fioravanti presenta al Salone di Torino due concetti di automobile, "Flair" (una coupé 2+2 su base Fiat Bravo con aerofreni e un carico aerodinamico Cx=0,18) e "Nyce" (in collaborazione con la Fiat) che consisteva in un importante studio sulla riduzione dei pezzi di carrozzeria, applicato ad un prototipo definitivo di veicolo economico per il tempo libero; nel 1998 è la volta della F100, dedicata ai 100 anni della Ferrari.
Attualmente l'azienda ha iniziato alcune collaborazioni con case automobilistiche straniere e si occupa anche di realizzazioni in campo nautico e nel campo del disegno industriale.
In tempi più recenti l'azienda ha continuato con realizzazioni indipendenti, come nel 2004 con la Fioravanti Kite e collaborazioni con note case automobilistiche come nel 2008 quando la carrozzeria piemontese disegna per Ferrari la Ferrari SP1. Questo modello , realizzato in esemplare unico, è l'apripista del progetto " Special Project " programma voluto dalla Ferrari stessa per la realizzazione di pezzi unici realizzati in collaborazione con i più famosi nomi del design italiano, per committenti privati. Nel 2006 viene presentata la Fioravanti Skill, sulla base della Fiat Grande Punto.

## Fioravanti Thalìa e la diretta evoluzione Hidra

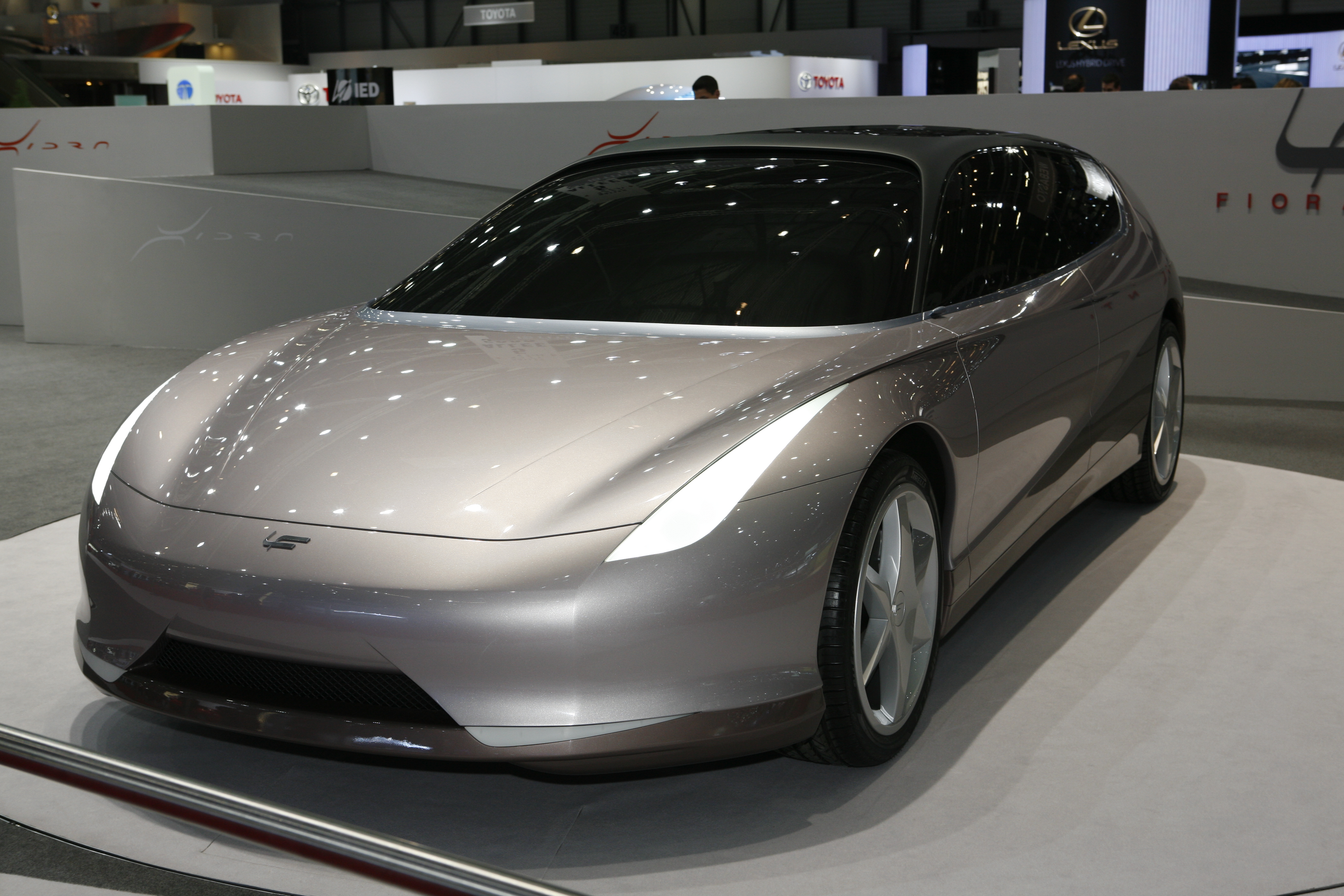
Fioravanti Hidra

Al salone di Ginevra del 2007, la Fioravanti presenta la Thalìa, un concept di MPV, ibrido incentrato prevalentemente sul risparmio dei consumi e delle emissioni, grazie alla doppia alimentazione (benzina e idrogeno) e a molteplici accorgimenti aerodinamici e di componentistica.
Il concept, lungo 4,675 metri e alto: 1,44 offre (con una larghezza di 1,88 metri e un passo di 2,9.) una vasta versatilità dello spazio interno e grandi capacità di carico, grazie al bagagliaio sviluppato in altezza. I sedili posteriori sono rialzati rispetto a quelli anteriori facendo spazio alle bombole per l'idrogeno; essendo quindi più alti rispetto al posto guida e passeggero, la vettura è dotata di un secondo parabrezza raccordato al tetto della vettura permettendo ai passeggeri posteriori di avere piena visione della strada. Oltre alla soluzione ibrida la vettura è principalmente orientata a combattere i consumi grazie ad una ricercata soluzione aerodinamica che ha portato all'abolizione degli specchietti retrovisori (sostituiti da telecamere) e ad un inedito gruppo ottico anteriore caratterizzato da un unico sistema di illuminazione che autoregola l'intensità a seconda dell'uso.
Il retro della vettura è stato studiato per integrare all'interno di un unico elemento, la luce per la retromarcia, i fendinebbia posteriori ed il tergilunotto che integra al suo interno la leva per il bagagliaio.
Al salone di Ginevra dell'anno successivo viene presentata la Fioravanti Hidra, diretta evoluzione della Thalìa, con l'inedita particolarità di essere la prima vettura senza tergicristalli.

## Concept automobilistici

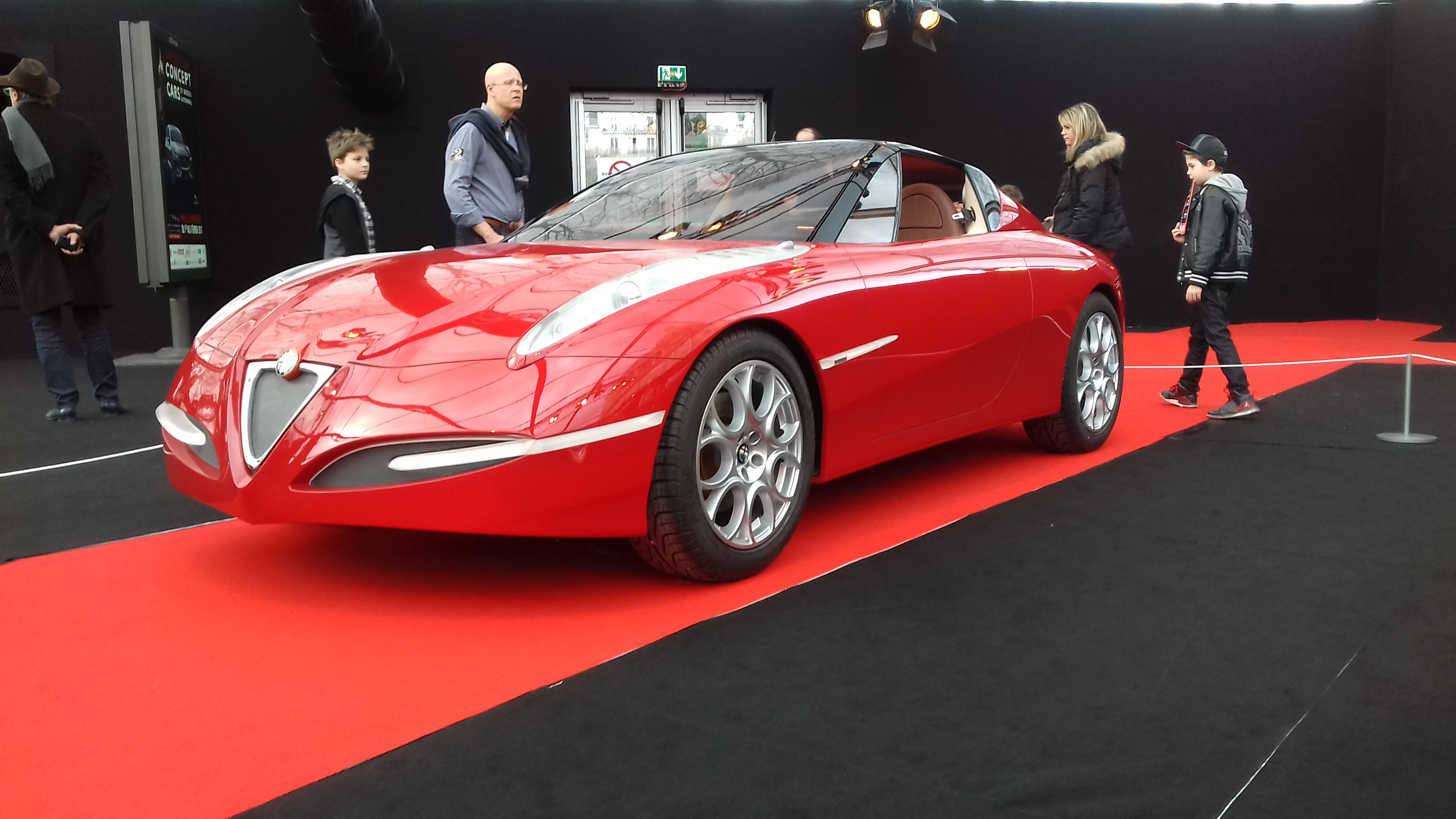
Alfa Romeo Vola

- 1994: Sensiva
- 1996: Nyce
- 1996: Flair
- 1998: F100
- 2000: F100 R
- 2000-2009: Tris
- 2000-2008: Alfa Romeo Vola
- 2002: Yak
- 2004: Kite
- 2005: Kandahar
- 2005: Lexus LF-A
- 2005: Ferrari Superamerica
- 2006: Skill
- 2007: Thalia
- 2008: Hidra
- 2008: Ferrari SP1
- 2009: LF1
- 2012: BAIC C90L
- 2013: BAIC S900 Alfa Romeo Vola